# Diocesi di Trincomalee
La diocesi di Trincomalee (in latino Dioecesis Trincomaliensis) è una sede della Chiesa cattolica in Sri Lanka suffraganea dell'arcidiocesi di Colombo. Nel 2022 contava 25.000 battezzati su 441.000 abitanti. È retta dal vescovo Christian Noel Emmanuel.

## Territorio
La diocesi comprende il distretto di Trincomalee, nella Provincia Orientale dello Sri Lanka.
Sede vescovile è la città di Trincomalee, dove si trova la cattedrale di Santa Maria.
Il territorio è suddiviso in 18 parrocchie.

## Storia
La diocesi di Trincomalee fu eretta il 25 agosto 1893 con il breve In hac beati Petri cathedra di papa Leone XIII, ricavandone il territorio dalla diocesi di Jaffna.
Il 14 giugno 1954 si ampliò con porzioni di territorio appartenute alla diocesi di Kandy.
Il 23 ottobre 1967 assunse il nome di diocesi di Trincomalee-Batticaloa.
Il 19 dicembre 1975 cedette una porzione del suo territorio a vantaggio dell'erezione della prefettura apostolica di Anuradhapura (oggi diocesi).
Il 3 luglio 2012 la diocesi si è divisa, dando origine alla presente diocesi di Trincomalee e alla diocesi di Batticaloa.

## Cronotassi dei vescovi
Si omettono i periodi di sede vacante non superiori ai 2 anni o non storicamente accertati.
- Charles Lavigne, S.I. † (27 agosto 1898 - 11 luglio 1913 deceduto)
  - Sede vacante (1913-1917)
- Gaston Robichez, S.I. † (22 marzo 1917 - 12 febbraio 1946 deceduto)
- Ignatius Philip Trigueros Glennie, S.I. † (10 luglio 1947 - 15 febbraio 1974 dimesso)
- Leo Rajendram Antony † (15 febbraio 1974 succeduto - 17 marzo 1983 dimesso)
- Joseph Kingsley Swampillai (17 marzo 1983 - 3 giugno 2015 ritirato)
- Christian Noel Emmanuel, dal 3 giugno 2015

## Statistiche
La diocesi nel 2022 su una popolazione di 441.000 persone contava 25.000 battezzati, corrispondenti al 5,7% del totale.
| anno | popolazione | popolazione | popolazione | presbiteri | presbiteri | presbiteri | presbiteri                | diaconi | religiosi | religiosi | parrocchie |
| anno | battezzati  | totale      | %           | numero     | secolari   | regolari   | battezzati per presbitero | diaconi | uomini    | donne     | parrocchie |
| ---- | ----------- | ----------- | ----------- | ---------- | ---------- | ---------- | ------------------------- | ------- | --------- | --------- | ---------- |
| 1950 | 18.014      | 296.000     | 6,1         | 33         | 14         | 19         | 545                       |         | 55        | 71        | 13         |
| 1970 | 35.946      | 680.000     | 5,3         | 56         | 30         | 26         | 641                       |         | 53        | 76        | 20         |
| 1980 | 43.600      | 813.000     | 5,4         | 50         | 27         | 23         | 872                       |         | 50        | 70        | 26         |
| 1990 | 54.559      | 1.096.000   | 5,0         | 47         | 30         | 17         | 1.160                     | 1       | 52        | 69        | 32         |
| 1999 | 67.546      | 1.423.857   | 4,7         | 43         | 31         | 12         | 1.570                     |         | 44        | 102       | 29         |
| 2000 | 68.800      | 1.443.790   | 4,8         | 43         | 32         | 11         | 1.600                     |         | 43        | 102       | 29         |
| 2001 | 70.671      | 1.464.003   | 4,8         | 55         | 39         | 16         | 1.284                     |         | 45        | 102       | 29         |
| 2002 | 60.464      | 1.484.499   | 4,1         | 56         | 36         | 20         | 1.079                     |         | 39        | 106       | 29         |
| 2003 | 65.187      | 1.499.343   | 4,3         | 63         | 43         | 20         | 1.034                     |         | 44        | 102       | 30         |
| 2004 | 62.078      | 1.514.336   | 4,1         | 58         | 43         | 15         | 1.070                     |         | 41        | 108       | 31         |
| 2010 | 78.518      | 1.607.865   | 4,9         | 71         | 46         | 25         | 1.105                     |         | 40        | 108       | 35         |
| 2012 | 78.518      | 1.623.943   | 4,8         | 77         | 52         | 25         | 1.020                     |         | 40        | 35        | 34         |
| 2012 | 23.293      | 423.977     | 5,4         | 29         | 17         | 12         | 803                       |         | 16        | 35        | 10         |
| 2014 | 25.000      | 379.900     | 6,6         | 27         | 13         | 14         | 925                       |         | 19        | 30        | 13         |
| 2017 | 22.257      | 408.300     | 5,5         | 33         | 19         | 14         | 674                       |         | 14        | 39        | 15         |
| 2020 | 23.000      | 420.000     | 5,5         | 36         | 22         | 14         | 638                       |         | 16        | 40        | 18         |
| 2022 | 25.000      | 441.000     | 5,7         | 35         | 21         | 14         | 714                       |         | 22        | 40        | 18         |